# Foltz Nunatak
Foltz Nunatak är en nunatak i Antarktis. Den ligger i Västantarktis. Chile och Storbritannien gör anspråk på området. Toppen på Foltz Nunatak är 800 meter över havet.
Terrängen runt Foltz Nunatak är huvudsakligen platt, men norrut är den kuperad.  Trakten är obefolkad. Det finns inga samhällen i närheten.